# 瀧島有
瀧島 有（たきしま あり、7月9日 - ）は、日本の作家、江戸文化歴史研究家。神奈川県出身。
江戸文化研究会「平成江戸幕府」の創立者、会長。
内閣府クールジャパン・アドバイザリーボード・メンバー。会津ファンクラブ会員。
韓国の伝統屋敷（韓屋）が大好きで、韓屋のめぼしい本は殆ど入手するなど、「韓屋愛好家・韓屋カフェ位置収集家」でもある。
この他各種江戸ツアーや講演活動なども行っている。
「平成江戸幕府」は江戸ツアーや講座を主な活動としている。平成江戸幕府に「女性の・女性による・女性のための」女性専門部門「平成大奥」を新設。女性の視点・女性ならではのイベントや講座を企画している。「女性と親子・教育」の専門部門「平成若竹会」も平成大奥内に設立。親子ツアーや講座などを主催する。

## 執筆活動

### 書籍
- あり先生の楽しい江戸文化講座１（パレード社、2012年12月）
- あり先生の名門中学入試問題から読み解く江戸時代（エネルギーフォーラム社、2015年11月）

読売新聞の書評「著者来店」で紹介・掲載された。
- 江戸・東京ぶらり歴史探訪ウォーキング（メイツ出版、2016年1月。2017年11月重版）※執筆・監修
- 東京最強の御利益神社２７０撰（辰巳出版、2018年12月）※執筆
- 江戸・東京ぶらり歴史探訪ガイド　今昔ウォーキング（メイツ出版、2020年10月）※執筆・監修

### 雑誌
- エネルギーフォーラム「江戸時代に学ぶエコ・エネ事情」（2016年4月号～）
- オレンジページ：2016年7月17日号の三菱電機（霧ヶ峰）の広告タイアップ記事の監修
- KKベストセラーズBEST TIMES連載「麗しの日本史講師・あり先生の特別授業　有名中学入試問題で発見する江戸時代の日本」(2019年1月25日号～)
- 週刊ダイヤモンド（オンライン）「江戸の参勤交代「カネとプライド」の大名行列、川越えに1億円・3割はバイト!?」（2022年1月28日号）

## メディア出演
- ラジオ深夜便（NHKラジオ第一）2016年2月22日～25日の４日間連続で「ないとエッセー」に出演。
- 週末めとろポリシャン♪（TOKYO MX）2016年4月2日～6月25日、新コーナー「朝比奈彩の勝手に江戸小町」にレギュラー出演及びコーナーの企画監修を担当。
- なるほどストリート（テレビ東京）2016年4月11日～15日に「賢人（有識者）＝なるほど先生」として出演。
- アシタノアカリ（ラジオ大阪）2016年9月
- Café Sta（自民党ネットメディア局）2017年5月24日、自民党のネット番組「Café Sta（カフェスタ）」にゲスト出演。
- らんきんぐバカ(読売テレビ)2022年3月12日、江戸時代の番付表の解説者として出演。

## 講師
- 2017年2月19日「小江戸サミット」（千葉県香取市）にて江戸文化の記念講演・トークショー。
- 2017年6月14日、21日　豊島区雑司が谷地域文化創造館にて「大奥」の講座を開講（全2回）。
- 2017年11月10日、11日　中部電力「エネサポくらぶ」交流会にて、浜岡原発視察・神津カンナ氏と対談＆江戸文化・エネルギーの講演。